# Скотт Ла Рок
Скотт Монро Стерлинг (2 марта 1962 — 27 августа 1987 года), известный под сценическим псевдонимом DJ Scott La Rock — американским хип-хоп-диск-жокей и музыкальный продюсер из Бронкса, Нью-Йорк.
Он был одним из основателей хип-хоп-группы Восточного побережья Boogie Down Productions. Он также был известен своей связью с рэпером KRS-One, который был участником Boogie Down Productions.
Смерть Скотта Стерлинга в августе 1987 года считается первым убийством известного исполнителя хип-хопа.

## Ранняя жизнь
Скотт Стерлинг родился 2 марта 1962 года в Бронксе, Нью-Йорк. Его родители разошлись, когда ему было четыре года, поэтому его воспитывала мать, Кэролин Морант, муниципальная служащая. Они переехали из Куинса, Нью-Йорк, в Бронкс: сначала в Моррисанию, а затем в Моррис-Хайтс.
Он преуспел как в учёбе, так и в спорте в средней школе Our Saviour Lutheran High School, которую окончил в 1980 году. Он учился в колледже Castleton State в Вермонте и получил там университетскую грамоту по баскетболу.

## Карьера
Ла Рок вернулся в Нью-Йорк в надежде найти работу и пробиться в музыкальную индустрию. Благодаря связям своей матери, Ла Рок получил работу социального работника в приюте для мужчин Franklin Armory на 166-й улице в Бронксе. Ночью, однако, он крутил пластинки в популярном хип-хоп-клубе Broadway Repertoire Theatre.
Во время работы социальным работником, Ла Рок встретил рэпера KRS-One в 1986 году в приюте, где проживал KRS. Вдвоём они основали группу Boogie Down Productions (BDP) с диджеем Дерриком «D-Nice» Джонсом, двоюродным братом охранника приюта Флойда Пейна. Дебютный альбом группы 1987 года, Criminal Minded, считается классикой хип-хопа.

## Смерть
27 августа 1987 года на D-Nice напали мужчины, расстроенные тем, что он разговаривал с одной из их бывших девушек. D-Nice попросил La Rock помочь разрядить обстановку. Позже в тот же день La Rock, Scotty «Manager Moe» Morris, DJ McBooo, D-Nice и телохранитель BDP Даррелл ехали на Jeep CJ-7 к зданию Highbridge Homes Projects на University Avenue в Южном Бронксе. Когда они уезжали, пули пронзили бок и верх джипа. La Rock ударился головой о приборную панель, не понимая в тот момент, что получил пулю в затылок. Его отвезли в больницу Линкольна. Он был в сознании, когда его везли в отделение неотложной помощи, и сказал врачам, что чувствует холод и усталость. После того, как попытки спасти жизнь не увенчались успехом, его мозг был объявлен мертвым, и его мать позже приняла решение отключить систему жизнеобеспечения и пожертвовать его органы.
Двое мужчин были арестованы и обвинены в убийстве Ла Рока, но на суде они были оправданы. У него остался малолетний сын.

## Дискография
- Criminal Minded (1987)
- By All Means Necessary (1988) (Ла Рок был убит во время создания этого альбома)
- Man & His Music (1997)
- Best of B-Boy Records (2001)